# Слонимский повет
Слонимский повет — административная единица в составе Новогрудского воеводства Великого княжества Литовского (затем — Речи Посполитой). Центр повета — Слоним.
Граница повета с Волковысским поветом проходила по реке Зельвянка, а с Новогрудским — по реке Молчадь.
В состав повета входили Слонимское городское, Здитовское и Соколовичское староства, а также частные владения. Среди крупных населённых пунктов повета были Слоним, Ружаны, Лысково и Здитов. Повет посылал двух депутатов (послов) на вальный сейм Речи Посполитой. В Слониме собирались поветовые и воеводские соймики — местные сословно-представительные органы, а также местные суды: подкаморный, земский и гродский. В середине XVII века в повете было 11 022 крестьянских хозяйств, а население составляло 88 176 человек.
В 1793 году повет был передан созданному Гродненскому воеводству. Повет был ликвидирован в 1795 году после присоединения его территории к Российской империи в ходе третьего раздела Речи Посполитой.